# Roland Grapow
Roland Grapow (Hamburgo, 30 de agosto de 1959) é um guitarrista conhecido pela sua participação na banda Helloween entre 1988 e 2000. Em agosto de 2001, ao lado do renomado baterista Uli Kusch, formou o Masterplan.

## Trabalho solo, Masterplan
Durante seu tempo com a banda, Grapow também formou um projeto solo. O primeiro lançamento, The Four Seasons of Life, apresentava membros do Helloween fazendo backup, com Grapow tentando cantar além de tocar guitarra. No segundo álbum, Kaleidoscope, integrantes atuais e ex-integrantes da banda de Yngwie Malmsteen participaram.

Em 2001, Grapow e seu colega de banda Uli Kusch foram demitidos do Helloween devido a diferenças musicais e pessoais. Em 2012, em uma entrevista com o editor-chefe da Metal Shock Finland, Mohsen Fayyazi, Grapow afirmou:
Eu me senti muito seguro no Helloween. No meio da turnê, eu disse algo para Michael e Markus e disse minha opinião sobre algo. Eu queria fazer algo o melhor para a banda e acho que eles me entenderam mal, como se eu quisesse ser líder. Eu estava falando a verdade e é assim que sou ... Foi um ótimo momento no Helloween ... mas fiquei feliz quando saí da banda depois do Dark Ride porque é um dos meus álbuns favoritos, mudou totalmente a minha vida.
Grapow e Kusch decidiram seguir com o projeto paralelo que estavam planejando e formaram a banda Masterplan com o ex-vocalista do Ark and The Snakes, Jørn Lande. Depois que Kusch deixou a banda em 2006, Grapow se tornou o líder e principal compositor do Masterplan.

## Trabalho de produção
Grapow mora atualmente em Zvolenská Slatina, Eslováquia, onde trabalha como produtor musical em seu próprio estúdio, o Grapow Studios. Entre muitos outros projetos, Grapow produziu o álbum In Hell de 2008 da banda de metalcore tcheca X-Core, bem como seu sucessor de 2011, Life and Stuff.
Em 2011, ele mixou o álbum Motherland para a banda italiana de metal progressivo Daedalus e tocou o solo de guitarra na música "Underground". 
Em 2012, a banda tcheca de power metal Eagleheart gravou seu segundo álbum, Dreamtherapy, para a Scarlet Records, com Grapow produzindo, mixando, masterizando e contribuindo com vocais convidados e solos de guitarra.
Ele também produziu o álbum The Prophecy, da banda eslovaca de metal sinfônico Anthology.
Ele trabalhou extensivamente com a banda espanhola de power metal Lords of Black, produzindo seus álbuns Lords of Black and II.

## Kreyson
Em 2017, Grapow se juntou à banda de metal tcheca Kreyson como guitarrista principal. Roland realizou shows com o grupo e em 2019, ele saiu da banda.

## Discografia

### Álbuns
Rampage
- 1981 - Victims of Rock
- 1982 - Love Lights up the Night

Helloween
- 1991 - Pink Bubbles Go Ape
- 1993 - Chameleon
- 1994 - Master of the Rings
- 1996 - The Time of the Oath
- 1998 - Better Than Raw
- 1999 - Metal Jukebox
- 2000 - The Dark Ride

Masterplan
- 2002 - Enlighten Me
- 2003 - Masterplan
- 2004 - Back For My Life (EP)
- 2005 - Aeronautics
- 2007 - Lost and Gone (EP)
- 2007 - MK II
- 2010 - Time to Be King
- 2013 - Novum Initium
- 2015 - Keep Your Dream aLive (ao vivo)
- 2017 - PumpKings (álbum com covers do Helloween)[4]

Carreira Solo
- 1997 - The Four Seasons of Life
- 1999 - Kaleidoscope

## Influências musicais
"Primeiro "Grand Funk Railroad", Rainbow, Deep Purple, antigamente eu amava Toto, Foreigner, Kansas, Styx. Nos anos 80's ouvia Judas Priest, Scorpions, MSG, Yngwie Malmsteen e muitos mais..."